# Soïote
Cet article concerne la langue soïote. Pour le peuple soïote, voir Soïotes.
Le soïote est une langue turcique de la branche sibérienne méridionale.